# Российская школа частного права
Российская школа частного права — структурное подразделение Исследовательского центра частного права имени С. С. Алексеева при Президенте Российской Федерации. Идея её создания родилась у основных разработчиков Гражданского кодекса Российской Федерации, среди которых были такие опытнейшие преподаватели, как Сергей Сергеевич Алексеев, Виктор Абрамович Дозорцев, Евгений Алексеевич Суханов, Станислав Антонович Хохлов и другие
Один из ведущих юридических российских вузов, предоставляющий специализированные послевузовские программы для абитуриентов с высшим юридическим образованием для последующего выполнения законопроектной, преподавательской и правоприменительной работы, связанной с правовым регулированием экономической деятельности.

## Основание
Исследовательский центр частного права имени С. С. Алексеева при Президенте Российской Федерации создан в 1994 году специальным указом Президента Российской Федерации с целью модернизации и развития российского законодательства. Указ, в частности, предусматривал «открытие в 1995 году Российской школы частного права с отделениями в городах Москве и Екатеринбурге для подготовки специалистов с высшим образованием к законопроектной и преподавательской работе по вопросам частного права».
До января 2015 года Школа являлась самостоятельным федеральным государственным бюджетным образовательным учреждением высшего профессионального образования. В соответствии с Указом Президента России от 31 декабря 2014 года № 834 и распоряжением Правительства РФ от 17.01.2015 № 35-р Российская школа частного права была присоединена к Исследовательскому центру частного права имени С. С. Алексеева при Президенте Российской Федерации, став его структурным подразделением.

## Учебный процесс
В задачу Школы, по замыслу её устроителей, входила подготовка юристов высшей квалификации, способных внедрять на зарождающемся российском рынке цивилизованные начала, придавать устойчивость и порядок хозяйственному обороту, утверждать идеалы и ценности частного права, участвовать в подготовке нового российского законодательства и, конечно же, быть наследниками и продолжателями отечественной цивилистической школы, носителями высокой правовой культуры, бережно сохраняемой ведущими российскими цивилистами.
На сегодняшний день в московском отделении функционируют 7 кафедр:
- теории и истории частного права;
- международного частного права;
- вещного права;
- интеллектуальных прав;
- обязательственного права;
- финансовых сделок и новых технологий;
- коммерческого права и процесса.

В уральском отделении функционируют 2 кафедры:
- кафедра гражданского права;
- кафедра сравнительного правоведения и международного права.

## Участие в законотворчестве и организация экспертных дискуссий
Профессорско-преподавательский состав был активно вовлечён в формирование проекта нового Гражданского кодекса, обсуждаемого в течение 2011—2012 годов на различных чтениях ГД РФ, участвует в тематических дискуссиях.
Так, профессор РШЧП и д.ю.н. Крашенинников Павел Владимирович занимает пост председателя Комитета Государственной Думы по гражданскому, уголовному, арбитражному и процессуальному законодательству и руководил рабочей группы по модернизации ГК при Президенте РФ. Членами рабочей группы по модернизации Гражданского Кодекса РФ были преподаватели и выпускники РШЧП.
При содействии кафедры международного частного права московского отделения выпущена книга «Международное частное право. Иностранное законодательство»[значимость факта?], первый в России сборник иностранных нормативных актов о международном частном праве, подготовленный и изданный под эгидой Исследовательского центра частного права при Президенте РФ в сотрудничестве с Институтом сравнительного правоведения при юридическом факультете Университета Макгилла (Канада) и Канадским Агентством международного развития при участии преподавателей и аспирантов кафедры международного частного и гражданского права МГИМО (У) МИД РФ, а также других российских исследователей.
В 2011 года РШЧП под руководством и.о ректора А. Г. Карапетова начала выпуск ежемесячных дайджестов новостей частного права с обзором основных новелл судебной практики, новостей законотворчества, новинок российской и зарубежной научной периодики и монографической литературы, авторефератов диссертаций и другой актуальной частноправовой информации. Впоследствии выпуск дайджестов продолжился под эгидой Института М-Логос, научным руководителем которого является А. Г. Карапетов.

## Руководство
В разные годы ректорами Школы были Станислав Антонович Хохлов (с 17.03.1995 г. по 05.12.1996 г.), Юрий Хамзатович Калмыков (с 06.12.1996 г. по 16.01.1997 г.), Павел Владимирович Крашенинников (с 15.11.1999 г. по 01.03.2010 г.), Александр Львович Маковский (с 17.01.1997 г. по 14.11.1999 г., с 02.03.2010 г. по 23.07.2015 г. — в качестве исполняющего обязанности ректора). С 2015 года Российская школа частного права является структурным подразделением Исследовательского центра частного права имени С. С. Алексеева при Президенте Российской Федерации, руководство школой осуществляет председатель совета Исследовательского центра частного права — Вениамин Фёдорович Яковлев (с 2015 г. по 24.07.2018 г.), Лидия Юрьевна Михеева (с 30.12.2018 — по настоящее время).

## Преподаватели
Среди преподавателей школы всегда были представлены наиболее известные цивилисты России:
- Антон Владимирович Асосков,
- Роман Сергеевич Бевзенко,
- Виталий Васильевич Безбах,
- Владимир Сергеевич Белых,
- Василий Владимирович Витрянский,
- Светлана Юрьевна Головина,
- Бронислав Мичиславович Гонгало,
- Дмитрий Вадимович Дождев,
- Александр Сергеевич Комаров,
- Павел Владимирович Крашенинников,
- Александр Львович Маковский,
- Лидия Юрьевна Михеева,
- Людмила Александровна Новосёлова,
- Ирина Валентиновна Решетникова,
- Михаил Григорьевич Розенберг
- Константин Ильич Скловский,
- Евгений Алексеевич Суханов,
- Вениамин Фёдорович Яковлев,
- Владимир Владимирович Ярков.

За последние 20 лет свои лекции в школе читали практически все авторы Гражданского кодекса Российской Федерации, а также многие судьи Высшего Арбитражного Суда, некоторые судьи Конституционного суда.

## Выпускники
За 19 выпусков Школа подготовила более тысячи высококвалифицированных специалистов с высшим юридическим образованием для выполнения законопроектной, преподавательской и правоприменительной работы, связанной с правовым регулированием экономической деятельности.
С момента основания по состоянию на 2016 год из московского и уральского отделений РШЧП выпустилось 20 поколений Магистров Частного Права. По состоянию на 2016 год из московского отделения было выпущено 516 Магистров частного права (магистров юриспруденции), из уральского отделения РШЧП — чуть более 400 магистров.
Из выпускников Школы около 100 защитили кандидатские диссертации и получили степень «кандидат юридических наук». Семь выпускников Школы (Сергей Васильевич Сарбаш, Ольга Анатольевна Кузнецова, Марина Александровна Рожкова, Артем Георгиевич Карапетов, Светлана Александровна Цветкова, Асосков Антон Владимирович, Кузнецов Александр Анатольевич) успешно защитили докторские диссертации и получили степень «доктор юридических наук».
Несмотря на то, что РШЧП всегда являлась крайне небольшим учебным заведением, которое выпускает лишь 0,22 % от общего числа выпускников юрфаков в московском регионе, РШЧП занимает 5 место по количеству выпускников, занимающих должности партнёров и/или руководителей практик в крупнейших юридических фирмах московского региона.
В соответствии с Рейтингом юридического образования Право.ру (2016) РШЧП занимает 5 место среди юридических ВУЗов России и является самым востребованным образовательным учреждением для получения последипломного образования среди партнёров и руководителей практик столичных юридических фирм.
В рейтинге юридических вузов газеты Коммерсант за 2016 год РШЧП занимает 15 место среди российских юридических факультетов по количеству партнёров в крупнейших российских и международных юридических фирмах, а также 10-е место по количеству выпускников, устроившихся на работу в международные юридические фирмы в 2015 году.
Среди выпускников также могут быть упомянуты партнёры крупнейших юридических фирм, например: Дмитрий Степанов, Денис Архипов, Евгений Ращевский, Юрий Туктаров, Сергей Савельев, Ольга Плешанова. Выпускниками РШЧП являются заместитель министра Минприроды России Д.Г. Храмов, заместитель министра Минюста России Д. В. Новак.
Выпускники Школы активно участвуют в международной деятельности, представляя Россию на международном уровне.